# Kunzea flavescens
Kunzea flavescens là một loài thực vật có hoa trong Họ Đào kim nương. Loài này được C.T.White & W.D.Francis mô tả khoa học đầu tiên năm 1921.